# Žďár nad Sázavou
Žďár nad Sázavou ([ˈʒɟaːr ˈnat ˈsaːzavou̯]; deutsch Saar) ist eine Stadt in der Region Vysočina in Tschechien. Sie liegt südlich der Saarer Berge an der Sázava in Mähren.

## Geschichte

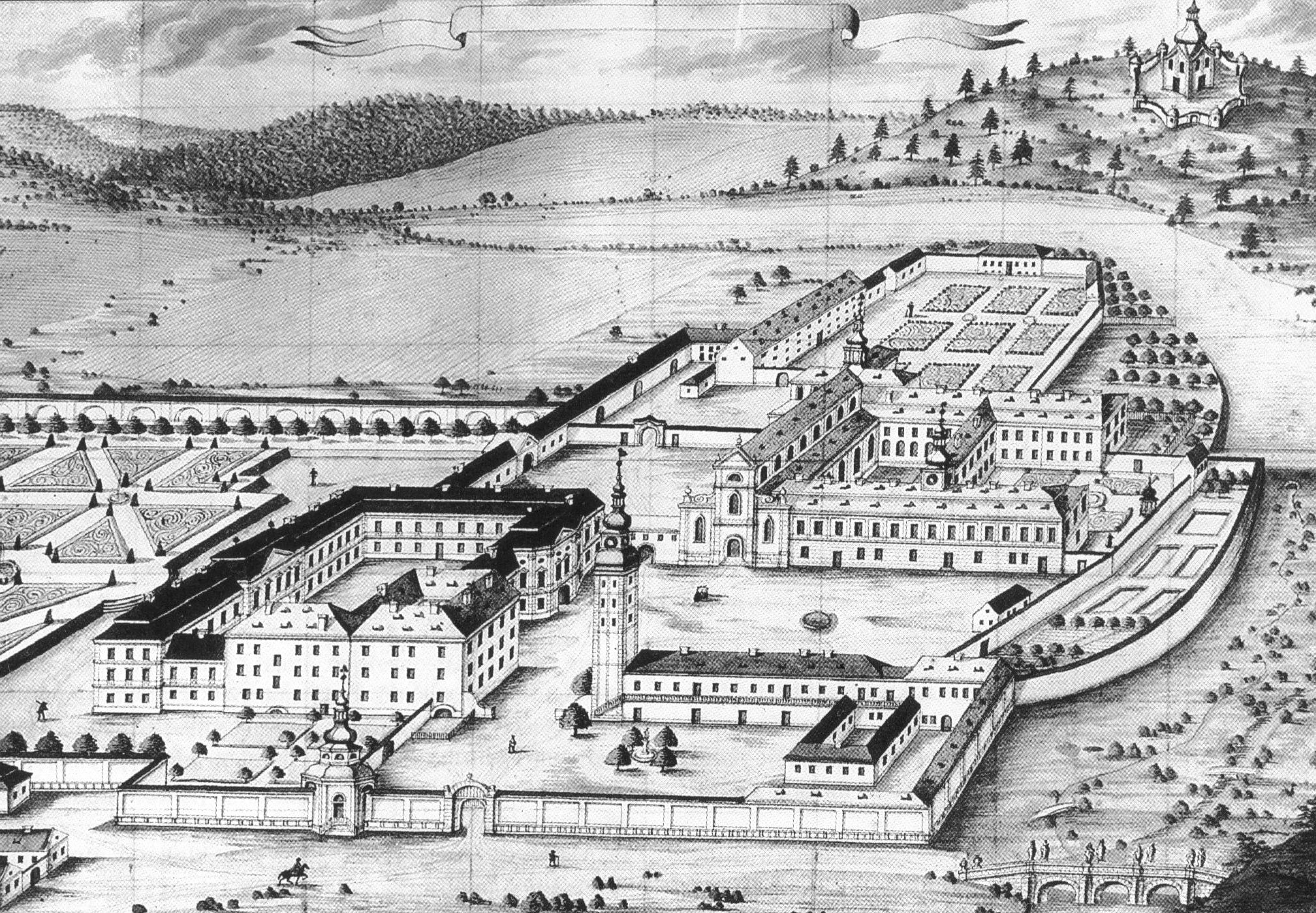
Historische Darstellung des Klosters aus dem 18. Jahrhundert

Um 1100 befand sich im heutigen Zentrum der Stadt ein Dorf. Etwa zwei Kilometer nördlich wurde 1252 das Zisterzienserkloster Žďár durch Boček von Kunstadt gegründet. 1293 kam das Dorf Žďár in das Eigentum des Klosters. Ab dem 14. Jahrhundert wurde in der Gegend Eisenerz gefördert, Ende des Jahrhunderts wurden die ersten Eisenwerke gebaut. Während der Hussitenkriege brannte das Kloster 1422 aus. Durch Georg von Podiebrad, der es wieder erbauen ließ, gewann es bis 1638 an Bedeutung. Im Dreißigjährigen Krieg wurde die Stadt 1647 von den Schweden geplündert. Während der Josephinischen Reformen wurde 1784 das Kloster aufgelöst und als Schloss umgebaut.
In unmittelbarer Nähe des Klosters, auf einem Hügel, befindet sich die Wallfahrtskirche Zelená Hora des heiligen Johannes von Nepomuk, die Anfang des 18. Jahrhunderts nach Plänen des Baumeisters Johann Blasius Santini-Aichl gebaut wurde und durch ungewöhnliche Formen und Stilelemente auffällt. Sie gehört seit 1994 zum UNESCO-Welterbe.
Im 20. Jahrhundert verzehnfachte sich die Einwohnerzahl, als Arbeitskräfte für Maschinenbau und Stahlindustrie um den alten Ortskern herum angesiedelt wurden.
1950 bis 1960 entstand die Saarer Neubausiedlung Na Ptáčkově kopci, später Sídliště Stalingrad, heute Žďár nad Sázavou 3. Das Wohngebiet besteht aus etwa 120 Wohnhäusern im typischen Stil der sozialistischen Nachkriegsarchitektur.

## Stadtgliederung

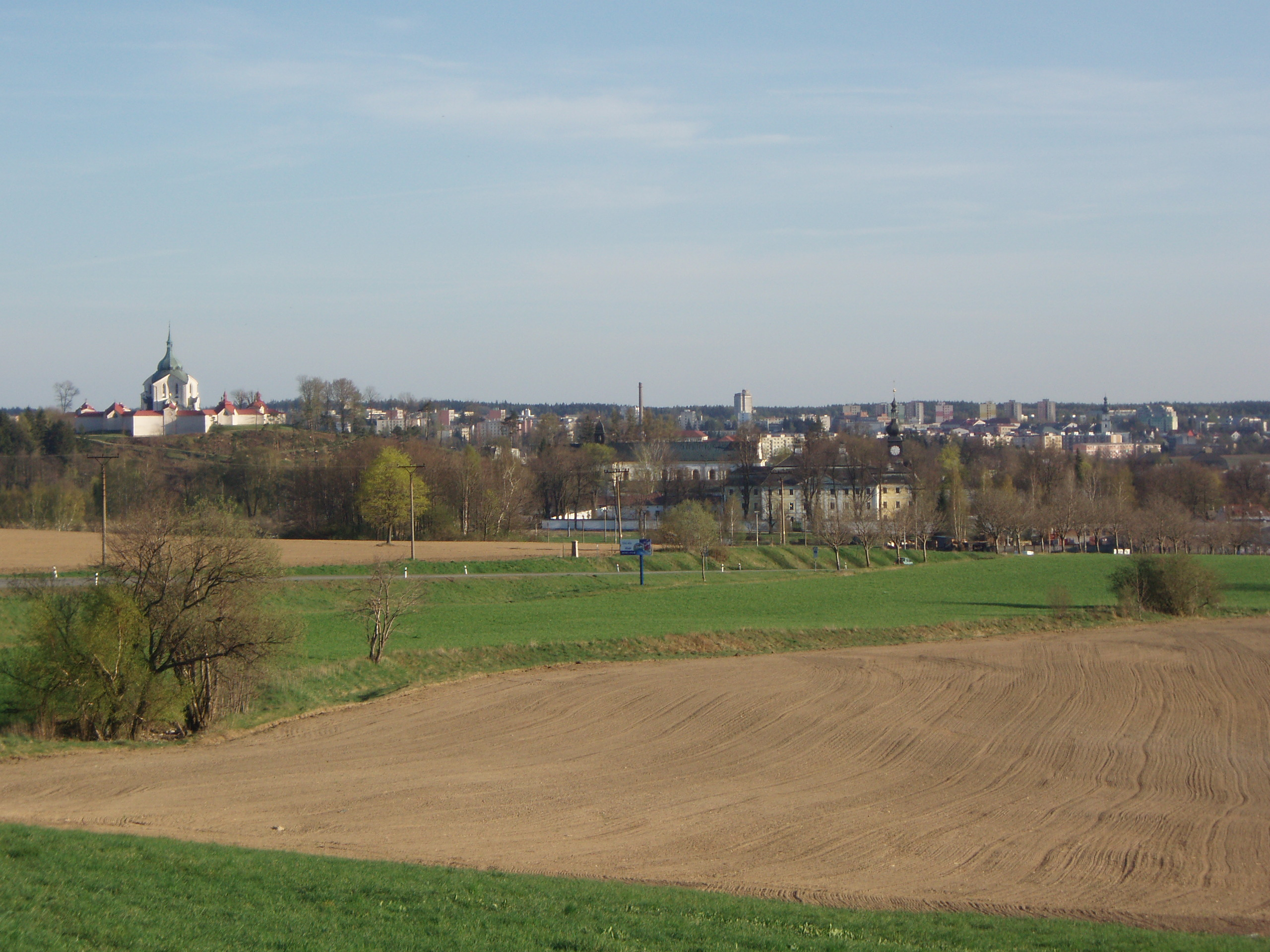
Žďár nad Sázavou

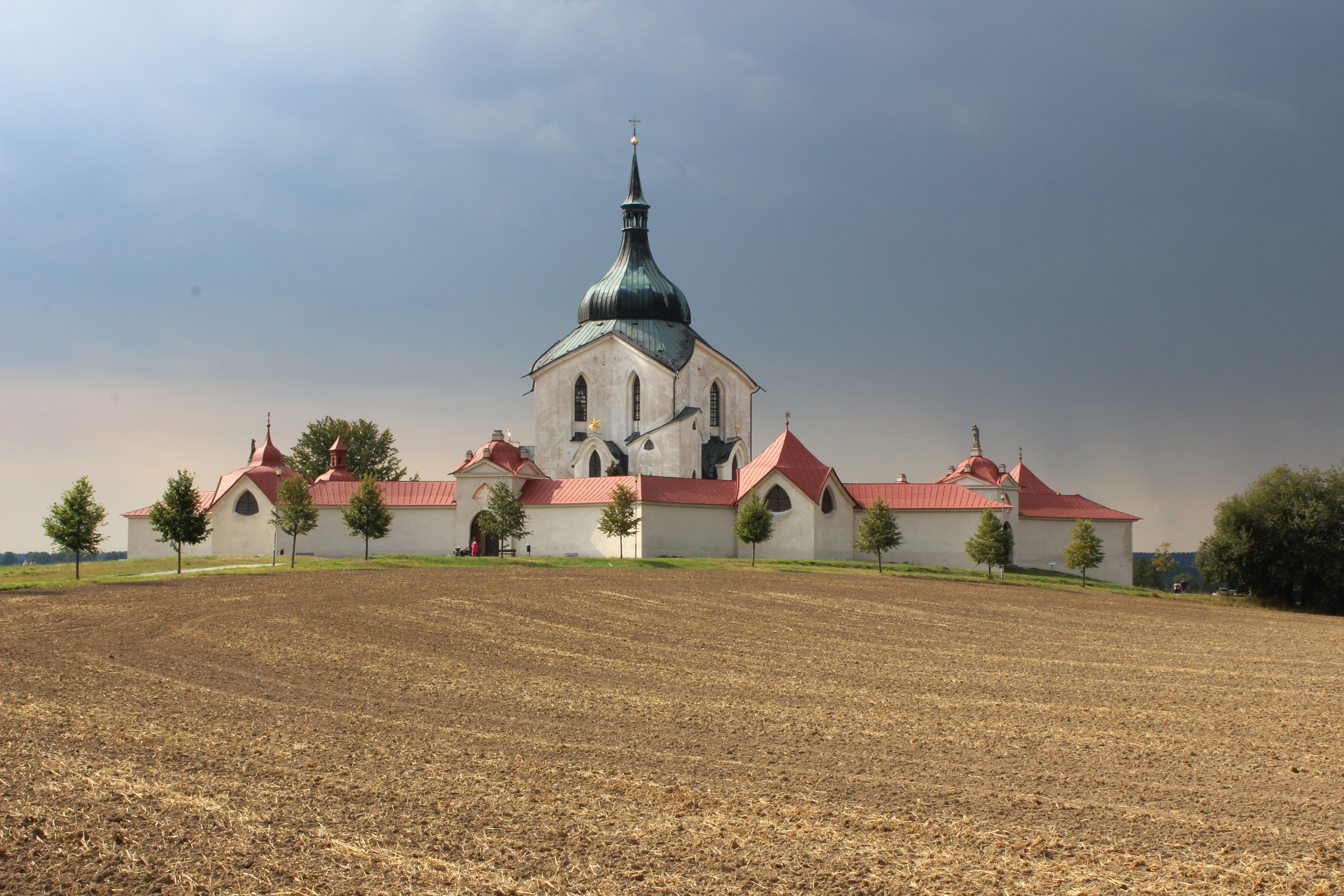
Zelená hora

Die Stadt Žďár nad Sázavou besteht aus 11 Ortsteilen und 31 Grundsiedlungseinheiten (ZSJ):
- Žďár nad Sázavou 1 – Staré Město, Nové Město, Dolní Libušín (13 ZSJ: Žďár nad Sázavou-střed, Kamenný rybník, Libušín, Nádraží, Strojírenská, U jámské cesty, U parku, U Sázavy, U stadionu, Ve smrčkách, Velká Strana, Vetla, Zadní Vetla)[5]
- Žďár nad Sázavou 2 – Zámek, in Volksmund: Klášter (5 ZSJ: Zámek Žďár, Vápenice, Starý Dvůr, Pod Zelenou Horou, Pilská údolní nádrž)[6]
- Žďár nad Sázavou 3 – inoffiziell: Stalingrad (4 ZSJ: Brodská-jih, Brodská-sever, Libická, Žižkova)[7]
- Žďár nad Sázavou 4 – U průmyslové školy, Horní Libušín (ZSJ: U průmyslové školy)
- Žďár nad Sázavou 5 – Vysočany (ZSJ: Vysočany)
- Žďár nad Sázavou 6 – Nádraží - Přednádraží (ZSJ: Přednádraží)
- Žďár nad Sázavou 7 – Pod Vodojemem (ZSJ: Pod vodojemem)
- Mělkovice (Melkowitz) – (2 ZSJ: Mělkovice, Plíčky)[8]
- Radonín (Radonin) – (ZSJ: Radonín)
- Stržanov (Sterschanow) – (ZSJ: Stržanov)
- Veselíčko (Klein Wesseln) – (ZSJ: Veselíčko)

Das Gemeindegebiet gliedert sich in die Katastralbezirke Město Žďár, Zámek Žďár, Stržanov und Veselíčko u Žďáru nad Sázavou.

## Städtepartnerschaften
- Cairanne, Frankreich
- Flobecq, Belgien
- Schmölln, Deutschland

## Sehenswürdigkeiten

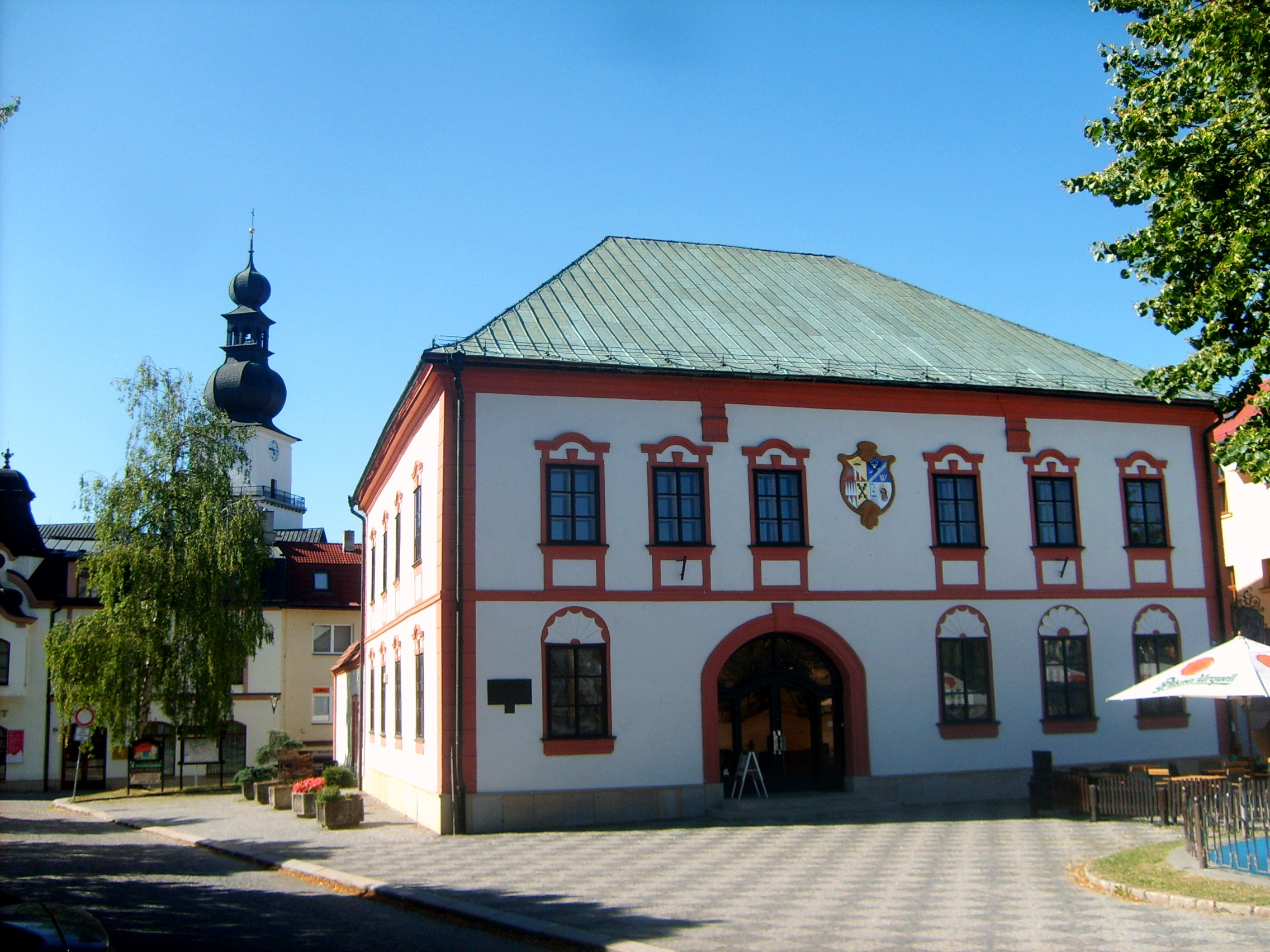
Rathaus

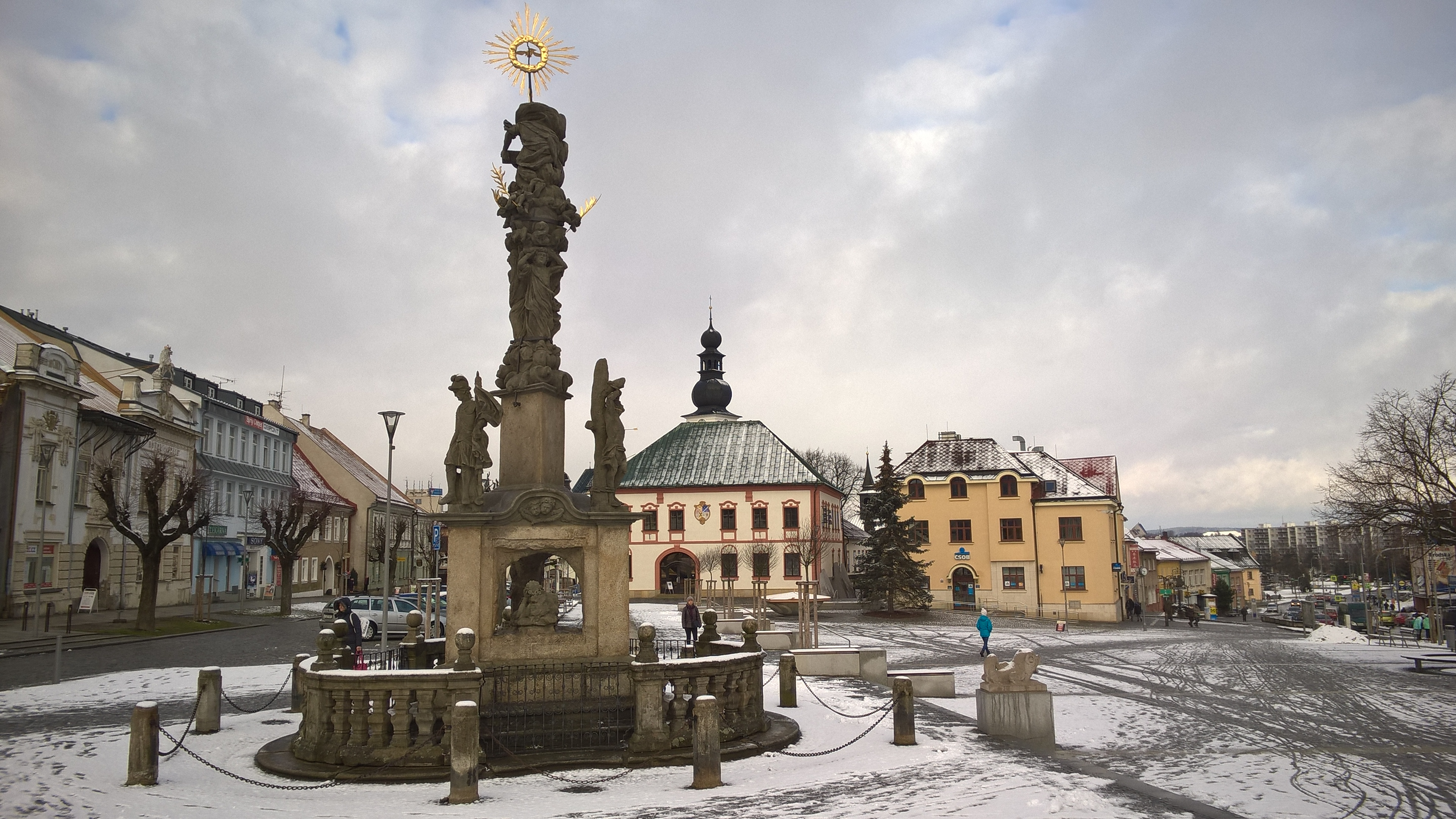
Pestsäule

- Schloss und ehemaliges Zisterzienserkloster
- Wallfahrtskirche Zelená Hora, UNESCO-Welterbe,
- Rathaus, gebaut am Ende des 16. oder am Anfang des 17. Jahrhunderts, klassizistische Fassade, heutzutage Galerie und repräsentativer Saal im Stock
- Festung, eines der ältesten Gebäude der Stadt, gebaut um 1300, Umbau mit Barockdach, heute der Sitz des Regionalen Museums
- Pfarrkirche des Heiligen Prokop, erste Erwähnung 1391, 1521–1560 im spätgotischen Still umgebaut; aus älterer Ausstattung ist eine gotische Madonnenstatue erhalten (zweite Hälfte des 15. Jahrhunderts) und das St.-Prokops-Altarbild aus dem Jahre 1778 vom Guttenberger Maler K. Kautsch; aus den 1970er-Jahren stammen Zinnreliefs des Kreuzweges von K. Stádník.
- St.-Barbara-Kapelle, Barockkapelle aus dem Jahre 1729
- Heilige-Dreifaltigkeits-Kirche, ursprüngliche Spital- und Friedhofskapelle, im 18. Jahrhundert umgebaut, Barock-Sakristei angeblich nach J. Santini Aichels Plänen von hinten zugebaut
- Pestsäule, barocke Dreifaltigkeitssäule am Marktplatz von Jakob Steinhübel aus dem Jahre 1706
- Hotel Veliš, einstöckiges Gebäude am Marktplatz mit Jugendstilfassade aus dem Jahre 1906
- Smeykal-Villa Zámeček (Schlösschen), 1903–1908 gebaut, Familienvilla des Fabrikanten Josef Smeykal an der Veselská-Straße
- Pestfriedhof (Žďár nad Sázavou)

## Söhne und Töchter der Stadt
- Augustin Koch (1754–1831), Benediktiner, Abt der Abtei Rajhrad in Mähren
- Emilie Trampusch (1814–nach 1865), Modistin, Lebensgefährtin von Johann Strauss
- Otto Leixner von Grünberg (1847–1907), Schriftsteller, Literaturkritiker, Journalist und Historiker
- Emmy Mauthner (1865–1942), Theater- und Filmschauspielerin
- František Drdla (1868–1944), Geiger und Komponist
- Tomáš Rolinek (* 1980), Eishockeyspieler
- Petr Vampola (* 1982), Eishockeyspieler